# Церква Покрови Пресвятої Богородиці (Іванківці)
Церква Покрови Пресвятої Богородиці в Іванківцях — парафія і храм Лановецького благочиння Тернопільської єпархії Православної церкви України в селі Іванківці Кременецького району Тернопільської области.
Оголошена пам'яткою архітектури місцевого значення (охоронний номер 1632).

## Історія церкви
Храм, що є місцевою історико-архітектурною пам'яткою, був збудований у 1741 році стараннями парафіян. Це невелика дерев'яна церква хрестоподібної форми, що стоїть на кам'яному фундаменті. Вона пофарбована олійними фарбами як ззовні, так і всередині. Дзвіниця при церкві також дерев'яна, на кам'яному фундаменті, і має чотири дзвони.
У 2006 році під керівництвом о. Ігоря Огородника було проведено ремонт. У храмі зберігся старовинний іконостас. При вході розміщена ікона Покрови Пресвятої Богородиці, а у паламарці зберігають церковне начиння.
Щороку 4 серпня, у день святої рівноапостольної Марії Магдалини, у храмі відбувається відпуст.

## Парохи
- о. Оксентій Костинович,
- о. Андрій Рибчинський,
- о. Іван Півоварчук,
- о. Терентій Мартишок,
- о. Іван Огородник (з 2004).